# Reprezentacja Finlandii w koszykówce kobiet
Reprezentacja Finlandii w koszykówce kobiet - drużyna, która reprezentuje Finlandię w koszykówce kobiet. Za jej funkcjonowanie odpowiedzialny jest Fiński Związek Koszykówki.